# Race 07
A RACE 07 – The Official WTCC Game versenyszimulátor videójáték, melyet a SimBin Studios fejlesztett és jelentetett meg. A játék a 2006-os Race – The Official WTCC Game utódja. A Race 07 az elődjéhez hasonlóan a túraautó-világbajnokság (WTCC) hivatalosan licencelt játéka. A játékhoz összesen kilenc kiegészítőcsomag jelent meg: a GTR Evolution, a STCC – The Game, a Race On, az ingyenes Formula Raceroom, a STCC – The Game 2, a GT Power, a WTCC 2010, a „retrokiegészítő” és a Race Injection .
A Race 07-ben több mint 300 autó van kilenc különböző versenyosztályra bontva. A játékban a túraautó-világbajnokság teljes 2006-os és 2007-es szezonja, valamint további nyolc versenyosztály és tizennégy versenypálya is helyet kapott.

## Autók
A Race 07 a 2006-os és a 2007-es túraautó-világbajnokságon felül a Formula–3000 (Euro Formula–3000), a Radical (SR3 és SR4), a Formula BMW, a Caterham (CSR200, 260 és 320 concept), Mini Cooper S autókat, valamint az 1987-es túraautó-világbajnokság két járművét (Alfa Romeo 75 és BMW M3) tartalmazza.

### 2006-os és 2007-es túraautó-világbajnokság
- Alfa Romeo 156
- Alfa Romeo 156 GTA
- BMW 320si e90
- BMW 320i e46
- Chevrolet Lacetti
- Honda Accord Euro-R
- Peugeot 407
- Seat León
- Seat Toledo Cupra

### 1987-es túraautó-világbajnokság
- Alfa Romeo 75 turbo
- BMW M3 e30

### Formula–3000
- Lola B02/50

### Formula BMW
- Formula BMW

### Mini Cooper Challenge
- Mini Cooper S

### Radical Sportscars
- Radical SR3
- Radical SR4

### Caterham CSR
- Caterham CSR200
- Caterham CSR260
- Caterham CSR320

## Versenypályák
A Race 07-ben a 2006-os és a 2007-es túraautó-világbajnokság mind a tizennégy versenypályája megtalálható, illetve Vara Raceway néven egy kitalált is, valamint a pályáknak számos alternatív nyomvonala is szerepel, így összesen 32 pálya áll rendelkezésre.

## Fogadtatás
| Összegzőoldal | Értékelés |
| ------------- | --------- |
| GameRankings  | 83%       |
| Metacritic    | 83/100    |

| Szerző    | Értékelés |
| --------- | --------- |
| Eurogamer | 8/10      |
| IGN       | 8,5/10    |
| PC Zone   | 7,9/10    |

A játék jó kritikai fogadtatásban részesült, a Metacritic és a GameRankings gyűjtőoldalonon 22 teszt alapján 83/100-as, illetve 21 teszt alapján 82,79%-os átlagpontszámon áll. Az IGN az értékelésében kiemelte, hogy a hogy a játék „valószínűleg nem fogja elnyerni a hétköznapi versenyzőket, mivel vajmi keveset tettek azért, hogy új keménymagos szimulátorrajongókat kultiváljanak.” A PC Format és a Eurogamer is egyetértett abban, hogy „a grafika nem a játék egyik fő vonzereje”, míg a PC Zone írója a gyatra mesterséges intelligenciát és a törésmodellt kritizálta.

## Formula Raceroom
A Formula Raceroom a Race 07 ingyenesen letölthető kiegészítőcsomagja, amely egy Formula–1-stílusú autót és a Hockenheimring versenypályát adja hozzá az eredeti játékhoz. A csomag 2011. március 18-án jelent meg.

### Versenypályák
A kiegészítőben a Hockenheimring három variációja játszható:
- Hockenheim GP
- Hockenheim Short
- Hockenheim National

### Autók
- RR1 Formula car MK2